# كيم يونغ-تشان
كيم يونغ-تشان (الكورية: 김영찬) هو لاعب كرة قدم كوري جنوبي في مركز الدفاع، ولد في 4 سبتمبر 1993 في كوريا الجنوبية. شارك مع منتخب كوريا الجنوبية تحت 17 سنة لكرة القدم ومنتخب كوريا الجنوبية تحت 20 سنة لكرة القدم. أما مع النوادي، فقد لعب مع جونبك هيونداي موتورز.

## وصلات خارجية
- كيم يونغ-تشان على موقع الاتحاد الدولي (مؤرشف)  (الإنجليزية)
- كيم يونغ-تشان على موقع دوري كوريا الجنوبية (الإنجليزية)
- كيم يونغ-تشان على موقع قاعدة بيانات كرة القدم.إي يو (الإنجليزية)
- كيم يونغ-تشان على موقع Soccerway.com (الإنجليزية)